# Haba Haba
«Haba Haba» (укр. «Хаба Хаба») — пісня, з якою норвезько-кенійська співачка Стела Мвангі представляла Норвегію на пісенному конкурсі Євробачення 2011. Пісня була виконана в першому півфіналі, 10 травня, але до фіналу не пройшла .
Пісня записана двома мовами — англійською і суахілі (рідною мовою співачки). Текст пісні частково автобіографічний. Одного разу дівчина поскаржилася своїй бабусі, що її життя просувається не так швидко, як їй хотілося б. На що бабуся відповідає: «Haba haba, hujaza kibaba!» (укр. «Тихіше їдеш - далі будеш»).